# Assurance construction
Le risque de sinistres et de dommages induits par la construction peut être couverte par différents types d’assurances, ou doit l’être selon la législation (qui varie selon le pays, les époques et les contextes).
L'acte de construire comporte deux types de risques   :
1. les risques de dommages touchant l’ouvrage, catégorie qui se subdivise elle-même en deux selon que le dommage survient avant ou après la réception,
2. les risques de dommages causés par l’opération de construction, aux tiers, aux voisins, à l’environnement…

Ces risques font généralement l’objet de garanties d’assurances.

## En France
En droit français, l’acte de construire pour autrui (et parfois pour soi) doit être couvert par certaines garanties d’assurances, notamment cadrées depuis 1978 par la Loi relative à la responsabilité et à l'assurance dans le domaine de la construction dite Loi Spinetta, en vigueur depuis le 1er janvier 1979.
Certaines garanties couvrent l’avenir proche et décennal, couvrant par exemple les désordres de nature décennale (les vices graves résultant de l’acte de construire et survenant dans les dix ans suivant la réception). Ces garanties sont imposées par la loi au maître d'ouvrage et au constructeur ; ainsi, la police dommages-ouvrage (D.O.) - garantie de préfinancement sans recherche de responsabilité – doit être souscrite par le maître d'ouvrage au profit des propriétaires successifs (certains ouvrages, énumérés à l’article L. 243-1-1 C. assur., sont cependant exclus des obligations d’assurances) et les polices de responsabilité décennale qui supportent la charge finale du risque en fonction de la responsabilité de chacun doivent être souscrites par chaque constructeur (architecte, bureau d'études, entreprise…).
D’autres catégories de garanties concernent le temps de la conception et surtout du chantier  :
1. la police Tous Risques Chantier pour les dommages à l’ouvrage avant réception,
2. la police de responsabilité de droit commun pour les responsabilités autres que décennale vis-à-vis des acquéreurs de l’ouvrage et les responsabilités pour dommages causés aux tiers ;

Elles sont souscrites facultativement, ou - comme c’est très souvent le cas en matière professionnelle - elles sont contractuellement imposées.

Hors quelques cas particuliers (ouvrages de grande hauteur, de grande profondeur ou de grande portée et ouvrage et établissements recevant du public), l’intervention d’un contrôleur technique, n’est pas obligatoire. Elle est néanmoins vivement conseillée et le plus souvent exigée par les assureurs.
Les développements qui suivent fournissent une présentation des catégories d’assurances existantes, à savoir les assurances obligatoires en matière décennale, les assurances de responsabilité de droit commun et les assurances de chose traditionnelles.

## Crise assurantielle du secteur de la construction des années 2010 en Europe
Il existe en Europe un principe de réglementation prudentielle dit "Solvabilité II" (depuis 2016), et comme les grands banquiers,  42 groupes assureurs européens doivent effectuer des tests de résistance (stress tests). Mais la mondialisation et la dérèglementation ont encouragé de nombreux assureurs à agir  « en libre prestation de services » ; phénomène qui s'est développé très rapidement de 2007 à 2016 (plus de 30 % de croissance annuelle moyenne pour atteindre environ 200 M€ de primes en 2016, soit environ 10 % de parts de marché  des problèmes de dumping et de difficultés de versement de prestations transfrontalières apparaissent pour les « branches longues » d’activités (BTP typiquement), en Europe notamment, avec des faillites ou défaillance de compagnies compromises par des taux de primes artificiellement bas et/ou par un sous-provisionnement des engagements résultant des contrats d'assurance, qui ne peuvent alors plus rembourser leurs assurés ou réassurer des assureurs.
- Mi-2017 (6 juillet), Elite Insurance Limited (dit Elite, assureur britannique basée à Gibraltar) qui assurait en France un grand nombre de promoteurs immobiliers, d'artisans et de constructeurs via des mandataires spécialisés dans l'assurance-construction (SFS, EISL, UBI, Profirst, Acton)  annonce brutalement cesser ses activités en Europe (tout en s’engageant à respecter ses contrats déjà signés envers ses clients et ses créanciers). 
Ce retrait annonce une crise assurantielle qui sera médiatisée quelques mois plus tard par les lourdes sanctions imposées au grand courtier d'assurance SFS par le Commissariat aux assurances (CAA) du Luxembourg (l'autorité luxembourgeoise de contrôle des assureurs) [4], suivie en mars 2018 d’une suspension de l’agrément nécessaire pour exercer en Europe l'exercice de courtage d'assurances[5]. Or SFS - comme d’autres - s’était placé sous le régime avantageux de la libre prestation de services, et était porteur en 2017 de dizaines de milliers de contrats assurant la construction en France. SFS s’est placé en liquidation volontaire mi-2018[6], et l’un de ses principaux réassureur, le groupe néo-zélandais CBL (qui est aussi sa maison-mère) est lui aussi au bord de la liquidation [4]. Entre-temps SFS Holdings S.A, maison-mère de « SFS France » s’est rebaptisée « Alliages Assurances » (Siège social domicilié 9, rue Beaujon à Paris) et échappe à l’interdiction d’exercer en Europe[4].,² Le 27 septembre 2018 Alliage Assurances est mis en liquidation judiciaire[7].
- En 2018(février), c’est le néozélandais CBL  qui reçoit de l'Autorité de contrôle prudentiel et de résolution (ACPR, chargée en France de surveiller l'activité des banques et des assurances) une interdiction d’exercer en Europe.
- Mi-2018 c’est autre assureur agissant en libre prestation de service (LPS) : « Acasta european insurance », basée à Gibraltar qui se retire cette fois « volontairement » du marché français de l'assurance-construction (la moitié de ses prestations étaient exercées en France, et Acasta précise qu’il honorera tous ses contrats déjà signés)[8].

La crainte de défaillances en cascade dans leur système d'assurance est régulièrement exprimée par le secteur du BTP. De plus le Brexit qui va isoler le Royaume-Uni et ses puissants assureurs/réassureurs du marché unique (et de ses règles) pourrait encore compliquer la vérification de la solvabilité des assureurs, point sur lequel l'EIOPA a appelé à la vigilance en juin 2018, soulignant que « Les provisions techniques et le niveau de capital requis des assureurs et réassureurs pourraient être impactés par ces changements réglementaires »  ; les assureurs européens non-anglais qui se réassuraient à Londres risquent de trouver des réassureurs britanniques n'étant plus autorisés à exercer dans leur pays. Ils devraient donc réduire leurs créances sur ces réassureurs britanniques, suggère l'EIOPA, sous peine de ne plus être remboursés ou avec du retard. En France, les assureurs peuvent faire appel à des réassureurs venus de pays tiers, extérieurs à l’espace économique européen, mais les créances sur ces réassureurs ne constituent pas des actifs éligibles pour la couverture des engagements réglementés. Les filiales d’assureurs britanniques installées dans les États-membres de l’UE post-Brexit ne pourront plus utiliser le modèle interne de leur maison-mère (située dans un pays tiers) ou ce modèle interne devra être approprié par l’autorité de leur pays, et a minima utiliser la formule standard de calcul du SCR (capital de solvabilité requis).

### Crise assurantielle en France
Deux spécificités du droit français : la garantie décennale et les dommages-ouvrage, semblent dans le contexte de l'incertitude qui caractérise les sinistres impliqués, avoir rendu la crise plus aigüe dans ce pays.
En 2018, une révision du Code de la construction et de l'habitation (CCH) est attendue, visant notamment à adapter le paysage assurantiel aux nouveaux risques (ex. : "risque climatique" aggravé par le dérèglement climatique et par la montée des océans) et à certaines innovations en cours (ex. : BIM, matériaux innovants, matériaux intelligents, impression 3D de bâtiments ou d’éléments de construction...) ; de grands acteurs de la filière souhaitant aussi bénéficier d’un droit à l’expérimentation plus large. 

Au même moment, l'assurance-construction connait en France une crise se traduisant par quelques défaillances « compagnies d'assurances importantes, toutes intervenant en "libre prestation de service" (LPS)  (c'est-à-dire exerçant leurs activités d’assureur, d’intermédiaires d'assurances, de réassureur ou d’intermédiaire de réassureur, d’intermédiaires en crédit hypothécaire voire de  prêteurs d’un État-membre  à l’autre, de manière peu transparente et dans un contexte concurrentiel et parfois spéculatif ; sans autre condition que de disposer d’un passeport européen).

Cette crise a justifié l'organisation d’un colloque sur ce sujet  par la FFB, la Fédération française du bâtiment (21 septembre 2018), alors que « Bercy travaille depuis plusieurs mois sur le sujet des difficultés rencontrées par ces assureurs » avec notamment le cas du courtier en assurances SFS (en redressement judiciaire à ce moment).

Selon le secrétaire d'État à la Cohésion des territoires, Julien Denormandie "Le secteur des assurances est un acteur à part entière de l'acte de construire, et si l'assureur s'effondre, c'est tout le château qui s'effondre" ,
Michel Piron (alors député) a produit un rapport et des recommandations.
En 2018, les assureurs en LPS (intervenant en France à partir d’un autre pays de l'espace économique européen) comptent pour 10 à 15% du marché français du BTP.
La FFB demande (en 2018) :
- une révision du droit français de l’assurance-construction (alors que la loi Spinetta date de 4 décennies), une clarification de la responsabilité décennale, une pénalisation des assureurs dommages ouvrage quand ils refusent de préfinancer rapidement les désordres et/ou un contrôle des provisions des compagnies (contrôle des risques souscrits en France sur la branche construction) ainsi qu'un meilleur contrôle du courtage, et des mandats.
- un contrôle renforcé de ces mêmes activités par l'Europe ;

### Réponse de l'Europe
Dans le système européen de surveillance financière, c’est l'Autorité européenne des assurances et des pensions professionnelles (EIOPA, présidé en 2018 par Gabriel Bernardino) qui doit surveiller le secteur de l'assurance-construction ; en s’appuyant sur d’autres systèmes de surveillance existant en Europe ;
"Le 1er mai 2017, un « protocole général » a été complété pour préciser la collaboration et le partage de données et d'informations entre autorités des États-membres, approuvé par les autorités nationales, permettant théoriquement et à tout moment de la vie d'une entreprise l'échange d'informations entre pays. Des « plateformes de supervision transfrontalières » sont prévues, ou siègeront conjointement les superviseurs des pays concernés. l'EIOPA affirme qu’elles ont permis en 2018 d'agir de manière mieux coordonnées sur le cas de défaillances de sociétés d'assurance.
Le président de l'EIOPA (Gabriel Bernardino) espère rapidement disposer de pouvoirs de surveillance élargis.; il s’est engagé en septembre 2018 à prioriser le contrôle de l'assurance-construction en France (dans son plan de convergence de la supervision européenne pour 2018-2019). Les modalités de calcul des « provisions techniques » (et sa supervision) pourraient être harmonisés et clarifiés grâce à des recommandations publiques écrites par l’IOPA après discussion avec les autorités nationales.

Des textes dédiés à la branche bâtiment française sont prévus. « Ces recommandations publiques concerneront également la gouvernance des entreprises d'assurance lorsqu'elles décident de conduire des activités transfrontalières, et viseront à mieux définir le rôle des autorités du pays d'accueil et du pays d'origine », ajoute Gabriel Bernardino.

Recenser dans chaque état membre les activités à risque (ce qui implique de connaitre les spécificités locales) est un autre projet "Cela permettra aux superviseurs de connaître en amont les activités à contrôler de façon plus intense, en particulier le niveau des provisions, et permettra au pays d'accueil d'avoir une vision plus précise des acteurs opérant sur son marché." Une version beta de ce travail devrait concerner l'assurance-construction en France.